# 威整镇
威整镇，是中华人民共和国广东省肇庆市四会市下辖的一个乡镇级行政单位。
歷史簡介： 威整鎮南北朝時屬清遠郡威正縣，隋文帝時，清遠郡裁撤；威正縣併入清遠縣， 約莫在北宋時，該地改屬四會縣至今. 
清代嘉慶二年（ 西元一七九七年），鄉民在今威整鎮區創建隆慶市，又稱鵝涌新墟；未幾又因該墟地處威整河畔，改稱威整墟，一九八六年改稱威整鎮.

## 行政区划
威整镇下辖以下地区：
威整社区、南龙村、西坑村、大洲村、威整村、瓦屋村、甜竹坑村、黄洞村和红星村。